# Terry Scott
Pour les articles homonymes, voir Scott.
Terry Scott est un acteur britannique né le 4 mai 1927 à Watford (Royaume-Uni) et décédé le 26 juillet 1994 à Witley (Royaume-Uni).

## Filmographie
- 1957 : Blue Murder at St. Trinian's : Police sergeant
- 1957 : Scott Free (série télévisée) : Terry
- 1958 : Allez-y, sergent! (Carry on Sergeant) : Sergeant Paddy O'Brien
- 1959 : Après moi le déluge (I'm All Right Jack) : Crawley
- 1959 : Too Many Crooks : Fire Policeman James Smith
- 1959 : The Bridal Path : P.C. Donald
- 1960 : And the Same to You : Police Constable
- 1961 : Nearly a Nasty Accident (en) de Don Chaffey : Sam Stokes
- 1961 : The Night We Got the Bird : P. C. Lovejoy
- 1961 : Mary Had a Little... : Police sergeant
- 1961 : No My Darling Daughter : Constable
- 1961 : What a Whopper : Sergeant
- 1961 : Nothing Barred : Policeman
- 1961 : Double Bunk : 2nd River Policeman
- 1962 : A Pair of Briefs : Policeman at law courts
- 1962 : Hugh and I (série télévisée)
- 1963 : Father Came Too! : Executioner
- 1964 : Lady détective entre en scène (Murder Most Foul) : Police Constable Wells
- 1964 : Scott On... (série télévisée)
- 1965 : Gonks Go Beat : PM
- 1965 : Mother Goose (TV) : Mother Goose
- 1966 : The Great St. Trinian's Train Robbery : Policeman
- 1966 : Doctor in Clover : Hairdresser
- 1968 : A Ghost of a Chance : Mr. Perry
- 1968 : Carry On... Up the Khyber : Sergeant-Major MacNutt
- 1968 : Hugh and I Spy (série télévisée)
- 1969 : Carry on Camping : Peter Potter
- 1969 : The Gnomes of Dulwich (série télévisée) : Big
- 1969 : Carry on Christmas (TV) : Dr. Frank N. Stein / Convent Girl / Mr. Barrett / Baggie the Ugly Sister
- 1970 : Carry on Up the Jungle : Ugh, the Jungle Boy
- 1970 : Carry on Loving : Terence Philpot
- 1970 : Carry on Again Christmas (TV) : Squire Treyhornay
- 1971 : Carry on Henry : Cardinal Wolsey
- 1972 : Bless This House : Ronald Baines
- 1972 : Carry on Matron : Dr. Prodd
- 1973 : Son of the Bride (série télévisée) : Neville Leggit
- 1974 : Happy Ever After (série télévisée) : Terry Fletcher
- 1988 : Mr. H Is Late (TV) : Hearse driver